# La condesa de la aguja y el dedal
La condesa de la aguja y el dedal es una zarzuela en dos actos con música de Jesús Guridi y libreto de Jesús María Arozamena y Adolfo Torrado. Se estrenó el 8 de abril de 1950 en el Teatro Madrid de Madrid.

## Personajes
| Personaje                                      | Tesitura       | Reparto del estreno, 8 de abril de 1950 |
| ---------------------------------------------- | -------------- | --------------------------------------- |
| Gloria, huérfana acogida por Isabel            | soprano        | Pilarín Bañuls                          |
| Isabel, maestra costurera                      | soprano        | Josefina Canales                        |
| Leocadia, condesa de Siete Picos               | tiple cómica   | Encarnita Mañez                         |
| Gonzalo, teniente, hijo del general Madrigal   | barítono       | Antón Navarro                           |
| Guillermo, hijo de Isabel, enamorado de Gloria | actor cantante |                                         |
| El conde de Siete Picos                        | actor cantante | Ramón Cebria                            |